# آيت توايا (أمرزڭان)
آيت توايا هي إحدى مشيخات المملكة المغربية، تتبع جغرافيا لإقليم ورززات وإداريًا لأمرزڭان. يقدر عدد سكانها بـ 3282 نسمة حسب الإحصاء الرسمي للسكان والسكنى لسنة 2004.